# Steven Tiffen
Steven „Steve“ David Tiffen (* August 1960) ist ein US-amerikanischer Manager. Er ist Chairman und CEO des Fototechnik-Herstellers The Tiffen Company. Für seine Leistungen auf dem Gebiet der Weiterentwicklung von Filtern wurde er 2015 mit dem Academy Award of Commendation ausgezeichnet.

## Leben
Steven David Tiffen wurde 1960 als eines von vier Kindern von Nat Tiffen (1925–2006) und Helen Tiffen (1929–2004) geboren. Sein Bruder ist der Optikdesigner und Glaskünstler Ira Tiffen.
Er studierte Politikwissenschaften an der George Washington University und schloss sein Studium dort 1982 ab. Gemeinsam mit seinem Bruder Ira arbeitete er ab 1982 bei dem von seinem Onkel Sol Tiffen gegründeten und später von seinem Vater Nat Tiffen geleiteten Fototechnik-Hersteller The Tiffen Company, wo er sich in verschiedenen Bereichen wie dem Marketing, der Beschaffung und der Produktentwicklung engagierte.
Seit 1987 leitete Steven Tiffen das Unternehmen als President und CEO. Unter seiner Ägide übernahm das Unternehmen Tiffen Unternehmen wie Kalimar (Fototechnik), Davis & Sanford (Stative), Stroboframe (Blitzhalterungen), Domke (Kamerataschen), Lowel-Light (Beleuchtung) und Steadicam (Kamera-Halterungssystem). Er trieb auch die Entwicklung der digitalen Filtersoftware Tiffen Dfx Digital Filter und verschiedener Foto-Apps für iPhones und iPads voran.
Bei der Oscarverleihung 2015 wurden Steven Tiffen, Jeff Cohen und Michael Fecik mit dem Academy Award of Commendation für „ihre Pionierarbeit bei der Entwicklung von Filtern auf Farbstoffbasis, welche die IR-Verschmutzung bei der Verwendung von Neutraldichtefiltern mit Digitalkameras reduzieren“ ausgezeichnet.
Seit März 2024 ist Steven Tiffen Chairman und CEO des Unternehmens; sein Sohn Andrew Tiffen wurde gleichzeitig zum President und COO der The Tiffen Company ernannt.
Tiffen ist Fellow der Society of Motion Picture and Television Engineers (SMPTE) und Associate Member der American Society of Cinematographers (ASC).